# Hyphasis
Hyphasis es un género de escarabajos  de la familia Chrysomelidae. En 1877 Harold describió el género. Contiene las siguientes especies:
- Hyphasis apicata Medvedev, 1996
- Hyphasis armata Medvedev, 1996
- Hyphasis bipunctata Medvedev, 1996
- Hyphasis grandis Wang in Wang & Yu, 1993
- Hyphasis lankana Kimoto, 2003
- Hyphasis palawana Medvedev, 2001
- Hyphasis philippina Medvedev, 1993
- Hyphasis sadanagai Takizawa, 1983